# Classe Tarantul
La classe Tarantul (Progetto 1241.1 Molnija secondo la classificazione russa; cirillico: проекта 1241 Молния) è costituita da un numeroso gruppo di corvette missilistiche di progetto e costruzione sovietica. Entrate in servizio a partire dal 1979, sono state costruite in tre versioni in oltre quaranta esemplari. Molti risultano ancora oggi in servizio con diverse marine militari mondiali. La classificazione russa è RK (Ракеtные каtера cutter lanciamissili).

## Tecnica
Le Tarantul, dal punto di vista progettuale, sono piuttosto simili alle classe Pauk, con le quali condividono lo scafo e le dotazioni di base. Si differenziano da queste, invece, per l'impianto propulsivo. Si tratta di navi più piccole e meno capaci delle classe Nanuchka, anche se sono decisamente più veloci. In generale, come ruolo, possono essere considerate un'evoluzione con armamento migliorato delle classe Osa, anche se non dal punto di vista numerico.

Ne sono state costruite tre versioni:
- Tarantul I (Progetto 1241.1 Molnija): si tratta della versione base, costruita tra il 1979 e il 1980 per la marina sovietica in due esemplari nel cantiere Pretrovskiy (San Pietroburgo). Altri battelli di questo tipo furono costruiti per l'esportazione: la fabbricazione avvenne presso il cantiere navale Volodarskiy, a Rybinsk. I dati tecnici in tabella sono riferiti a questa versione. Spesso gli esemplari costruiti per governi stranieri montavano come armi antiaeree dei missili SA-N-5 invece degli SA-N-8 (installati invece sulle unità russo-sovietiche). I sovietici utilizzarono i due esemplari in loro possesso per svolgere test e attività di addestramento.
- Tarantul II (Progetto 1241.1/1241.2 Molnija): si tratta della prima versione "di serie" delle Tarantul, entrata in servizio in gran numero nella marina sovietica. Lo scopo era quello di sostituire le classe Osa. Vennero costruite tra il 1981 e il 1986 in una ventina di esemplari presso i cantieri navali Sudostroil'noye Obyedieneniye (Almaz), Petrovskiy, (San Pietroburgo), Vladivostokskiy Sudostroitel'nyy Zavod (Vladivostok) e Sredniy Neva (Kolpino). Le caratteristiche tecniche relative a propulsione e armamento sono le medesime della precedente versione. Il dislocamento a pieno carico è leggermente superiore (469 tonnellate), così come l'equipaggio (41 elementi). Vi sono differenze per quanto riguarda l'impiantistica di bordo: il sistema di controllo del fuoco è un Titanit, mentre l'equipaggiamento EW è costituito da due decoy PK-16

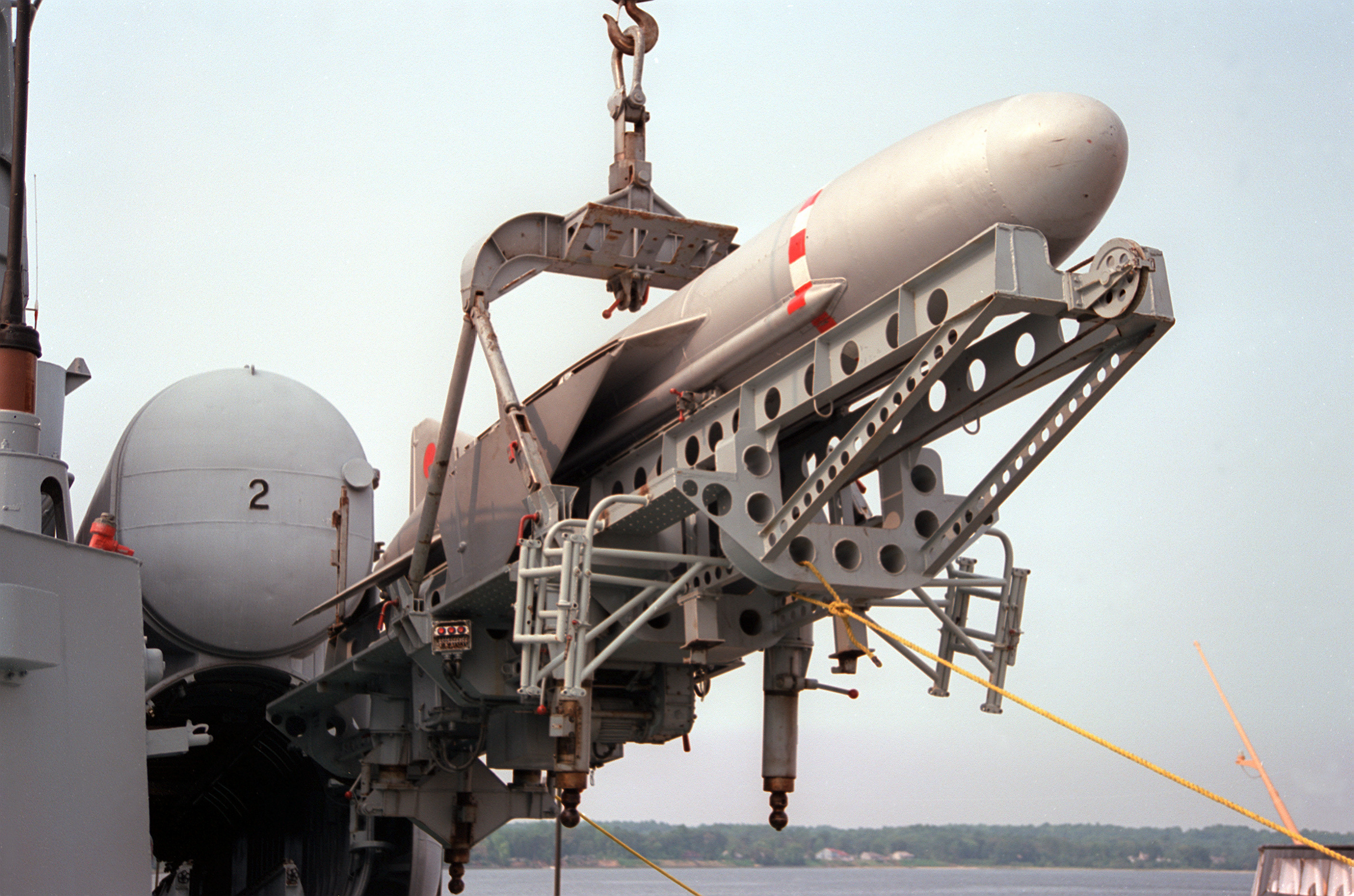
Installazione per un SS-N-2 Styx.

- Tarantul III (Progetto 1241.1RZ Molnija-M): si tratta della versione "definitiva" per la marina sovietica, che fu costruita in oltre trenta esemplari (i cantieri erano gli stessi della seconda serie). Le tarantul III presentano differenze per quanto riguarda armamento antinave (decisamente più moderno, visto che i 4 SS-N-2C sono stati sostituiti da altrettanti SS-N-22 Sunburn) e propulsione (CODAG, con i soliti due motori M70 da 24.000 hp a cui sono stati affiancati altrettanti motori diesel M-510 da 8.000 hp). Inoltre, la velocità risulta leggermente inferiore (38 nodi), e il dislocamento raggiunge le 493 tonnellate. Le caratteristiche relative a scafo ed equipaggio sono rimaste le medesime. decisamente migliorato è l'equipaggiamento EW, che risulta costituito da una suite Vympel-R2, con intercettori Foot Ball-A, Half Hat-B, da 2 a 4 decoy PK-10 e 2 decoy PK-16[3].

Occorre precisare che i dati sopra riportati sono quelli relativi alle versioni "standard" costruite in Russia/Unione Sovietica. Eventuali modifiche effettuate localmente sugli esemplari esportati saranno trattate successivamente.

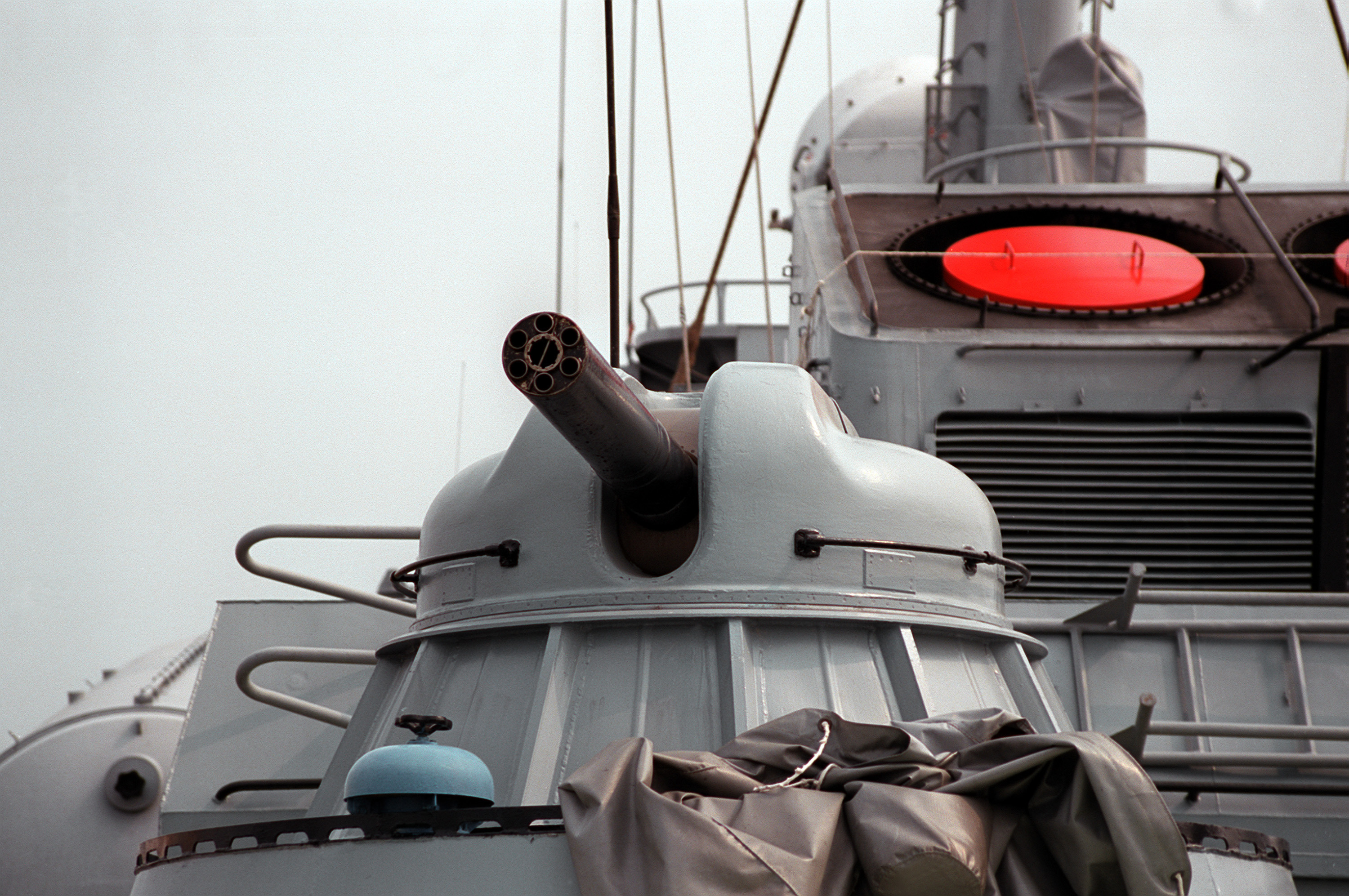
Il cannone AK-630 imbarcato su una Tarantul

Nel corso degli anni, inoltre, sono state sviluppate alcune versioni aggiornate, chiamate Progetto 1241.7 (che prevede alcune modifiche per le Tarantul II. Tale versione è nota anche come Tarantul IV), Progetto 1241.8 e Progetto 1241T.

## Servizio
Le Tarantul vennero utilizzate in gran numero dalla marina sovietica, che resta il principale utilizzatore. Nel giugno 2009, una trentina di unità risultano in servizio con la marina russa. Parecchi esemplari furono oggetto di esportazioni in diversi Paesi del mondo, oltre che di produzioni su licenza.

### Unione Sovietica
La marina sovietica fu quella che schierò il maggior numero di Tarantul. Al crollo dell'URSS, risultavano in servizio una quarantina, distribuiti tra tutte le flotte sovietiche:

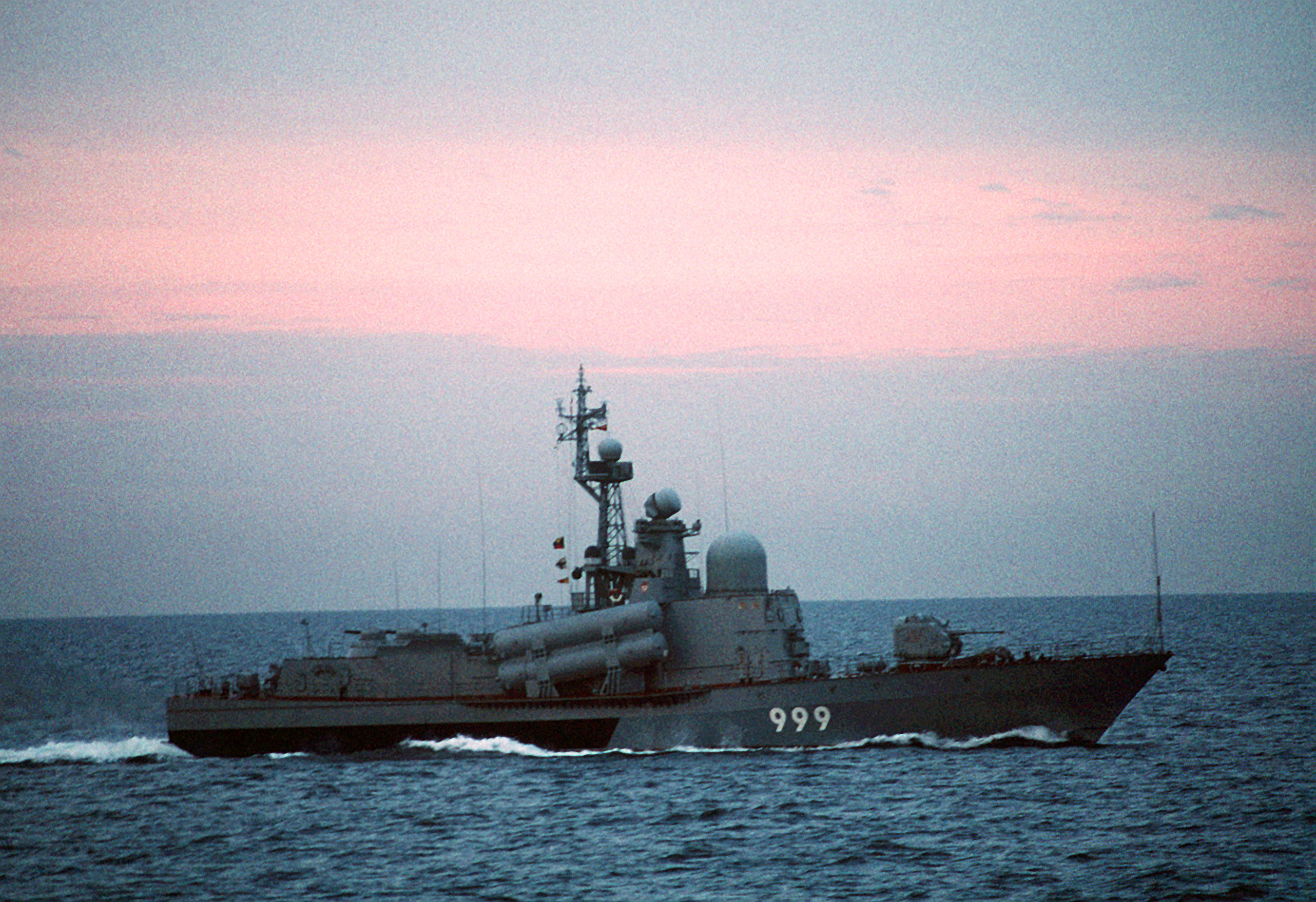
Una Tarantul III sovietica fotografata nel 1990.

- 2 Tarantul I, entrate in servizio nel 1979-1980;
- oltre 20 Tarantul II, entrate in servizio nel 1981-1986;
- oltre 16 Tarantul III, entrate in servizio a partire dal 1987.

Le Tarantul I ebbero una diffusione piuttosto limitata in Unione Sovietica, ma vennero costruite principalmente per l'esportazione.

### Russia
La Russia ereditò la grande maggioranza delle navi della marina sovietica, comprese ovviamente le Tarantul. Questa flotta fu ridimensionata dopo il 1991, sia per le disastrose condizioni economiche, sia per eventi "politici" (come la spartizione della Flotta del Mar Nero tra Russia e Ucraina, nel 1997).
Nel giugno 2009, rimangono in servizio 28 unità.
- Flotta del PacificoLa R-14 in navigazione nel luglio 2004.Tarantul sovietica nel 1990 a Vladivostok
  - R-11 (Tarantul III)
  - R-14 (Tarantul III)
  - R-18 (Tarantul III)
  - R-19 (Tarantul III)
  - R-20 (Tarantul III)
  - R-24 (Tarantul II)

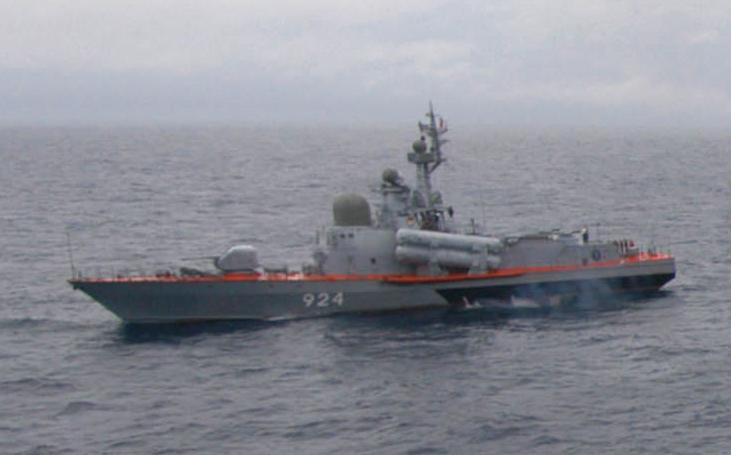
La R-14 in navigazione nel luglio 2004.

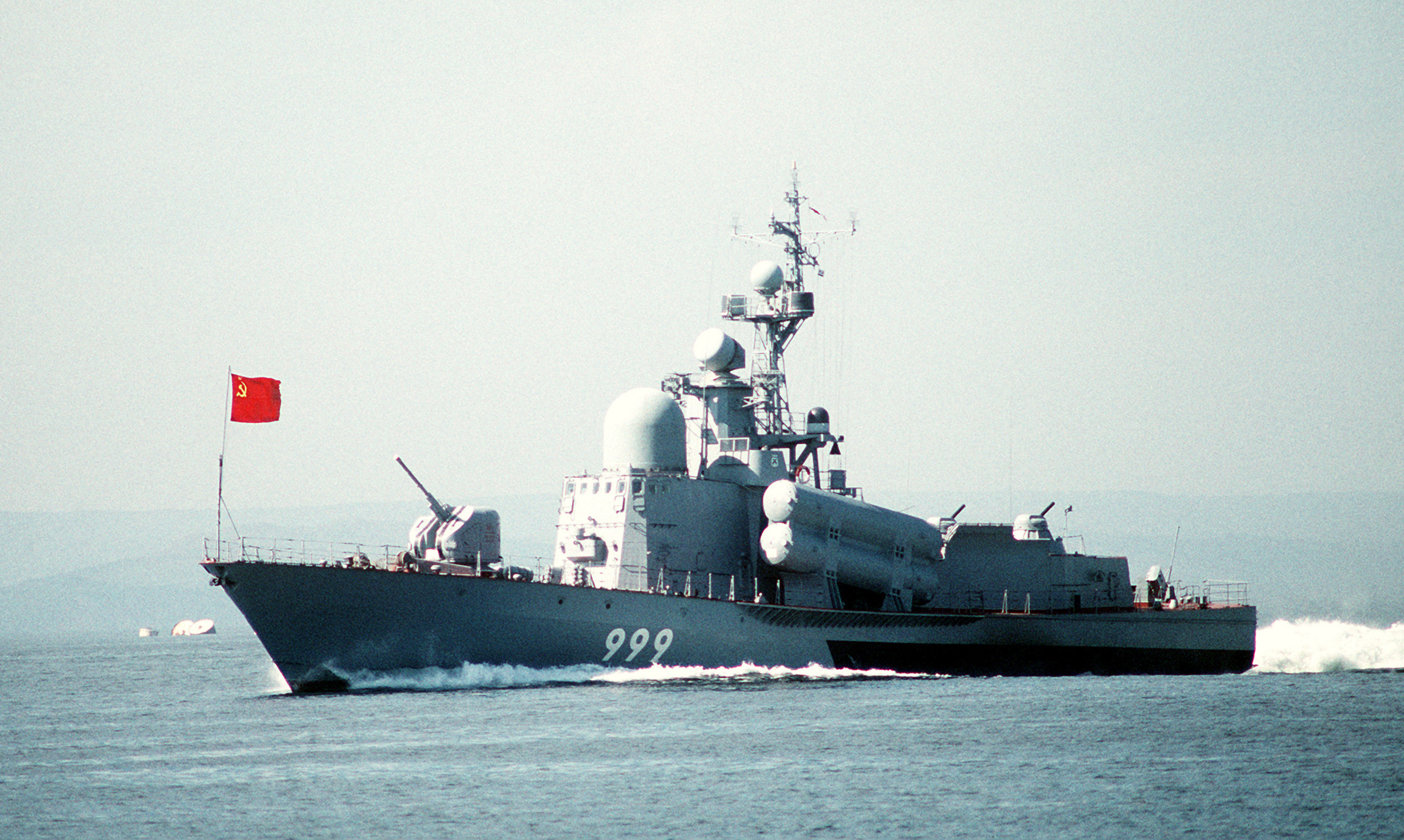
Tarantul sovietica nel 1990 a Vladivostok

  - R-29: entrata in servizio il 27 settembre 2003.
  - R-104 (Tarantul III)
  - R-79 (Tarantul III)
  - R-297 (Tarantul III)
  - R-298 (Tarantul III)
- Flotta del Baltico
  - R-2 (Tarantul II)
  - R-5: entrata in servizio nel 2000 (Tarantul III)
  - R-42 (Tarantul III)
  - R-47 (Tarantul II)
  - R-125
  - R-129 (Tarantul III)
  - R-187 (Tarantul III)
  - R-257
  - R-291 Dimitrovograd: entrata in servizio nel 1991, ha ricevuto il nome di Dimitrovograd nel luglio 2005 (Tarantul III)
  - R-293 Moršansk (Tarantul III)
- Flotta del Mar NeroLa R-293 Moršansk in visita ad Helsinki, nel 2007.
  - R-60 (Tarantul III)

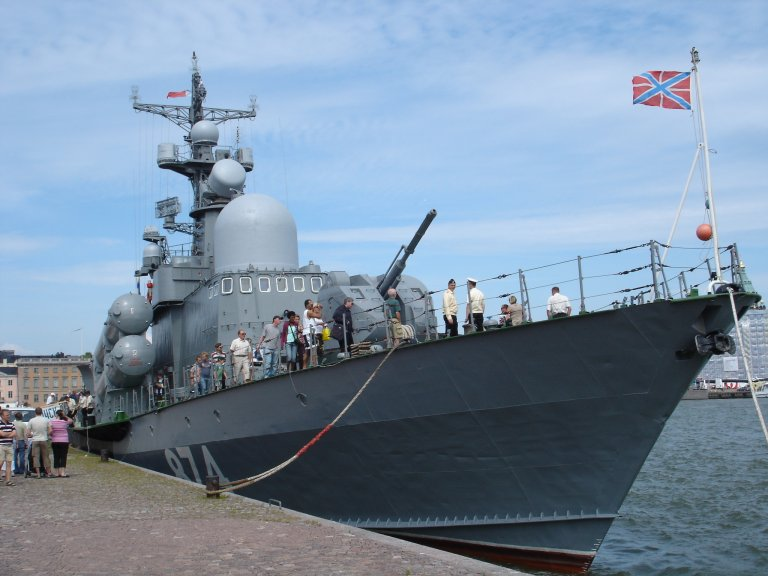
La R-293 Moršansk in visita ad Helsinki, nel 2007.

  - R-71 (modificata come Progetto 1241.7)
  - R-109 (Tarantul III)
  - R-239 (Tarantul III)
  - R-334 Ivanovec Affondata da droni Ucraini la notte del 31 gennaio 2024 (Tarantul II)
- Flottiglia del Caspio
  - MAK-160: ex R-160, è stata modificata come Progetto 1241T
  - R-101: modificata come Progetto 1241T

Le uniche due Tarantul I in servizio con la marina russa sono state probabilmente radiate entro il 2000. Non risultano comunque più in servizio.

### Bulgaria
Una Tarantul I o II (Progetto 1241.1M), ricevuta dall'Unione Sovietica nel 1989. Chiamata 101 Molnija, è probabilmente la più potente unità della marina bulgara. Lo scafo ha una lunghezza di 56,1 metri, una larghezza di 11,5 e un'altezza di 2,5 metri. Rispetto alle versioni "di serie", si differenzia per l'armamento antiaereo (un impianto quadruplo per missili SA-N-5), per l'equipaggio meno numeroso (36 elementi) e per l'impianto propulsivo, meno potente. Differenze vi sono anche nella dotazione elettronica. La Molnija risulta in servizio attivo.

### Germania Est

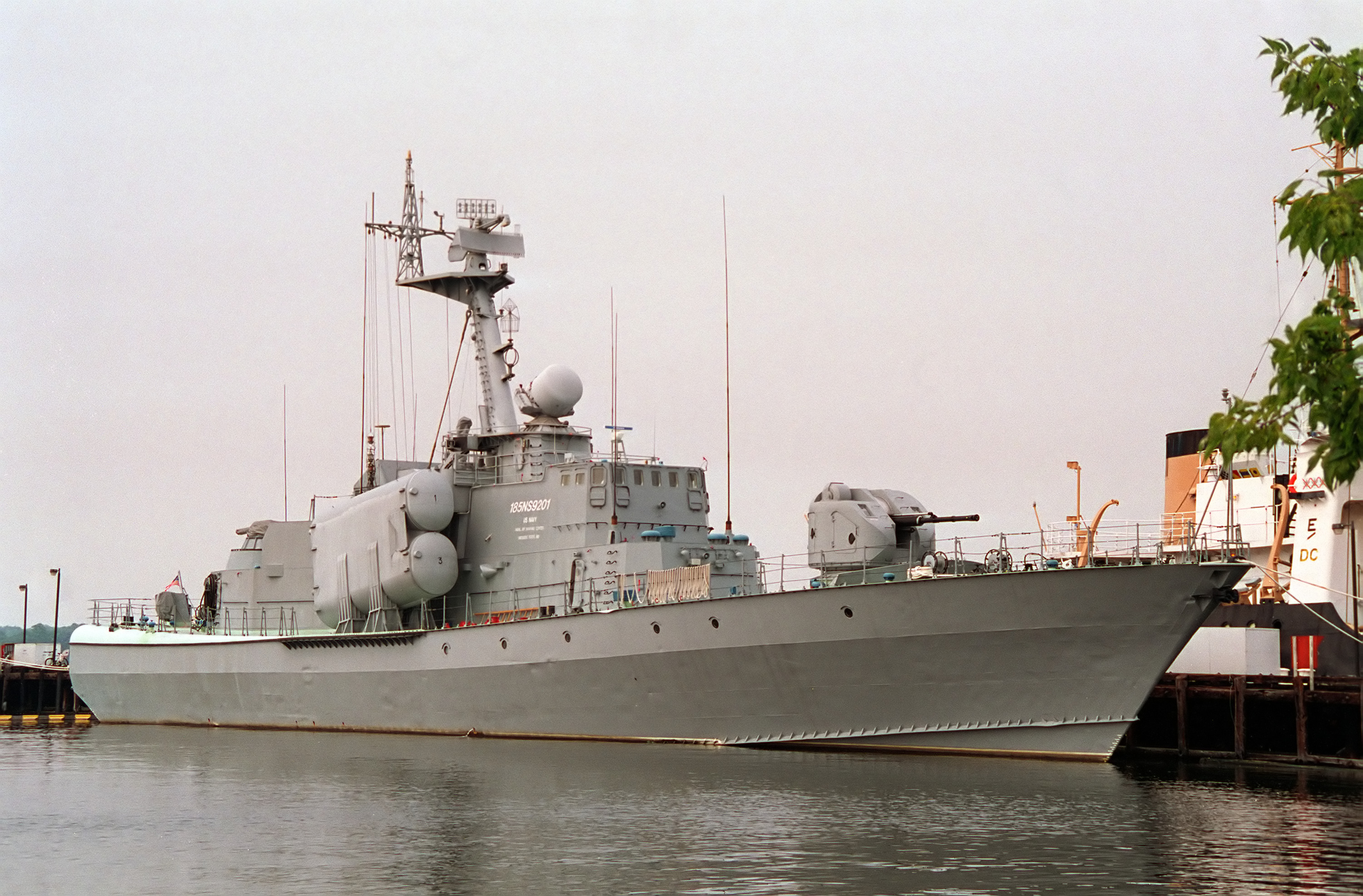
La P6166 Hiddensee esposta a Fall River

Cinque unità, ricevute nella metà degli anni ottanta. Queste navi avevano sistemi difensivi migliori di quelli delle altre unità della Volksmarine, ma la loro operatività fu sempre piuttosto bassa. Infatti, la revisione sui sistemi propulsivi (di tipo COGAG) poteva essere effettuata solo da personale sovietico. Le caratteristiche tecniche sono praticamente le stesse rispetto alle normali Tarantul I, con la sola differenza dell'armamento antiaereo (l'impianto quadruplo di SA-N-5 antiaereo, con otto missili). Le cinque unità ricevettero nomi di eroi tedeschi comunisti, sia del 1918, sia della guerra civile spagnola, e furono inquadrate nella 6.Flotille. In seguito alla riunificazione tedesca, un esemplare venne trasferito alla US Navy, e un altro fu convertito in nave museo. I restanti tre furono demoliti a Wismar.
- 571 Albin Köbis: entrato in servizio il 31 ottobre 1984, fu radiato il 31 dicembre 1991. Demolito.
- 572 Rudolf Engelhofer: entrato in servizio il 16 gennaio 1985, rimase in servizio con la Deutsche Marine con il nome di P6166 Hiddensee fino al 22 aprile 1991, quando venne ceduto alla US Navy. Definitivamente radiato nel 1993, è esposto come nave museo a Fall River nel Massachusetts.
- 573 Fritz Globig: entrato in servizio il 5 ottobre 1985, fu radiato il 31 dicembre 1991. Demolito.
- 574 Paul Eisenschneider: entrato in servizio il 12 febbraio 1986, fu radiato il 31 dicembre 1991. Demolito.
- 575 Hans Beimler: entrato in servizio il 28 ottobre 1986, fu radiato il 31 dicembre 1991. Trasformato in nave museo, è esposto a Peenemünde[8].

### India
Quattordici unità in servizio del tipo Tarantul I, di cui le prime cinque costruite in Unione Sovietica e le altre direttamente in India. Sono conosciute anche con il nome di classe Veer.
- INS Veer (K40): entrato in servizio il 26 marzo 1987.
- INS Nirbhik (K41): entrato in servizio il 21 dicembre 1987.
- INS Nipat (K42): entrato in servizio il 5 dicembre 1988.
- INS Nishank (K43): entrato in servizio il 12 settembre 1989.
- INS Nirghat (K44): entrato in servizio il 15 dicembre 1989.
- INS Vibhuti (K45): entrato in servizio il 3 giugno 1991.
- INS Vipul (K46): entrato in servizio il 16 marzo 1992.
- INS Vinash (K47): entrato in servizio 20 novembre 1993.
- INS Vidyut (K48): entrato in servizio il 16 gennaio 1995.
- INS Nashak (K83): entrato in servizio il 29 dicembre 1996.
- INS Prahaar (K98): entrato in servizio il 1º marzo 1997. Affondato il 22 aprile 2006.
- INS Prabal (K92): entrato in servizio l'11 aprile 2002.
- INS Pralaya (K91): entrato in servizio il 18 dicembre 2002[10]

Tutte le unità (con l'eccezione delle ultime due) non presentano differenze di rilievo rispetto alle Tarantul I. Vi sono tuttavia differenze nello scafo (è alto 2,5 metri), nell'impianto antiaereo (missili SA-N-5) e nell'impiantistica di bordo (il radar per l'individuazione bersagli è un Plank Shave, mentre quello per il controllo dei missili è di tipo Bass Tilt). Un discorso a parte occorre fare per le ultime due unità, che fanno parte di un ordine (per quattro esemplari) emesso nell'aprile 1997. Tali esemplari presentano alcune differenze. In dettaglio, il dislocamento sarebbe superiore di una cinquantina di tonnellate. Inoltre, armamento e dotazione elettronica, su suggerimento russo, sono i medesimi delle corvette della classe Kora. I quattro SS-N-2C sono stati sostituiti da 16 SS-N-25 Switchblade, e al posto del cannone da 76 mm di fabbricazione russa è stato montato un Oto Melara 76 mm Super Rapido. La dotazione elettronica comprende radar del tipo MR 352 Positiv-E, Garpun Bal E e, soprattutto, un BEL Lynx per il controllo del fuoco di artiglieria.

### Polonia

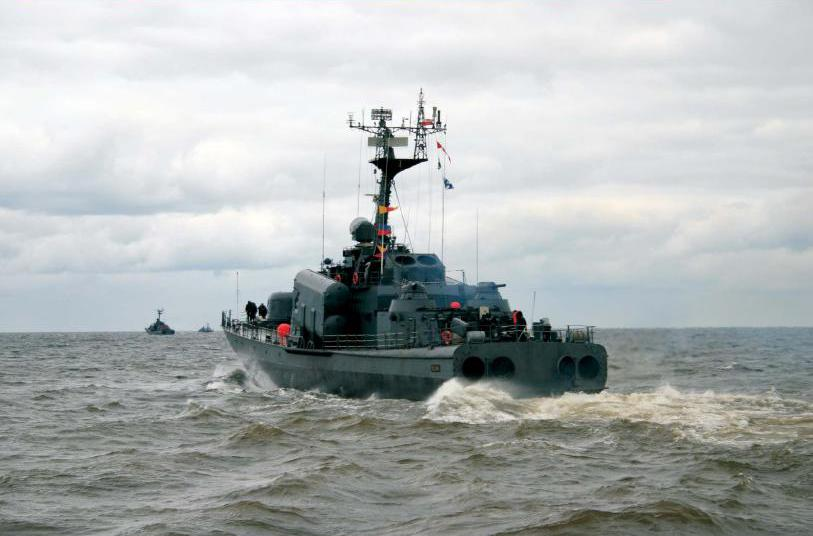
Vista dal retro della ORP Rolnik polacca

Quattro unità ricevute di produzione sovietica, costruite presso i cantieri navali di Volodarskiy, a Rybinsk. Si tratta di battelli della versione Tarantul I (Progetto 1241RE), consegnati negli anni ottanta. Dal punto di vista tecnico, non presentano particolari differenze con la versione base (con l'eccezione dello scafo, alto 2,25 metri). Dopo il crollo del muro di Berlino, era stato considerato l'acquisto di unità ex DDR, ma poi la cosa non ha avuto seguito. I primi due esemplari risultano in riserva.
- 434 Gornik: entrato in servizio nel 1983.
- 435 Hutnik: entrato in servizio nel 1984.
- 436 Metalowiec: entrato in servizio nel 1988.
- 437 Rolnik: entrato in servizio nel 1989[11].

### Romania
Tre unità di produzione sovietica, costruite presso il cantiere navale di Volodarskiy, a Rybinsk. I battelli, appartenenti alla classe Tarantul I (Progetto 1241E) sono stati consegnati nei primi anni novanta e risultano in servizio. Come nel caso degli esemplari polacchi, risulta quasi dimezzata l'altezza dello scafo.
- 188 Zborul: entrato in servizio nel 1990.
- 189 Pescarusul: entrato in servizio nel 1991.
- 190 Lastunul: entrato in servizio nel 1991[12].

### Turkmenistan
Due unità tipo progetto 12418 costruite nel polo cantieristico di Pontonny a San Pietroburgo tra il 2009 e il 2011, in servizio con le Forze navali del Turkmenistan:
- Edermen: entrata in servizio nel 2011.
- Gayratly: entrata in servizio nel 2011.

### Ucraina
Due o tre unità ex sovietiche, ereditate in seguito alla spartizione della Flotta del Mar Nero. Le due unità sicuramente presenti sono:
- U155 Nikopol', entrata in servizio nel 1983. Si tratta di una Tarantul II (Progetto 1241.1/1241.2).
- U156 Kremenchuk, entrata in servizio nel 1985. Si tratta di una Tarantul III (Progetto 1241.1RZ).

La presenza di un'ulteriore Tarantul II non è stata accertata.

### Vietnam
Quattro unità entrate in servizio tra il 1994 e il 2000, costruite in Russia presso il cantiere navale di Volodarskiy, a Rybinsk. Si tratta di battelli della classe Tarantul I (Progetto 1241RE), e sono identificati con la sigla HQ. I primi due esemplari (HQ-371 e HQ-372) sono entrati in servizio nel 1994, i restanti nel 2000. Risultano inoltre in servizio anche due esemplari della versione aggiornata Tarantul V, equipaggiati con 16 missili SS-N-25 Switchblade. L'ordine probabilmente riguarda altre otto unità.

### Yemen

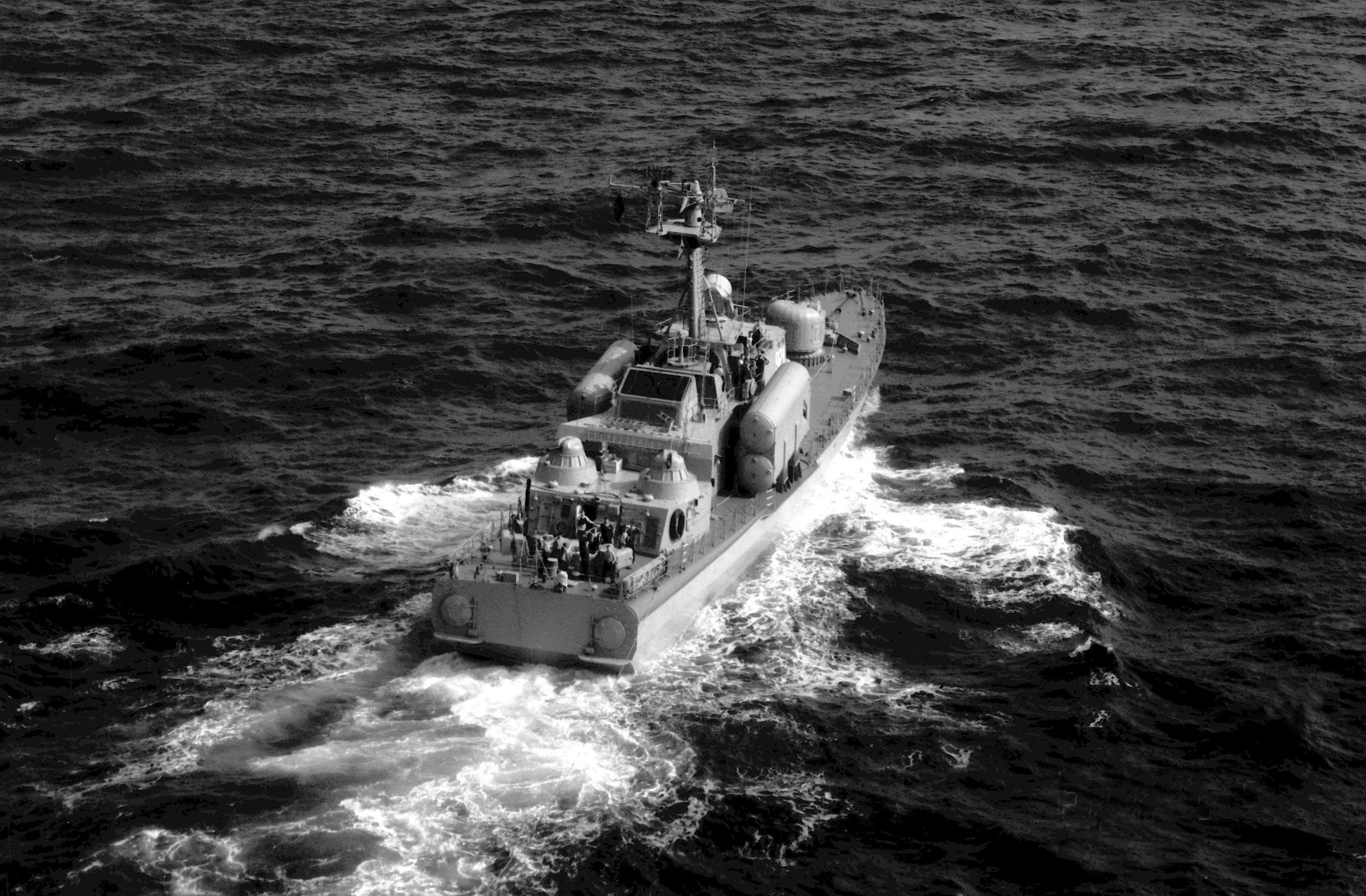
Una delle due unità consegnate allo Yemen, in navigazione nel novembre 1990.

Due unità per la Marina militare yemenita, consegnate probabilmente a cavallo tra la fine degli anni ottanta e i primi anni novanta. Le differenze riguardano l'armamento antiaereo imbarcato (SA-N-5) e lo scafo, alto 2,25 metri. Il loro status effettivo non è chiaro: un esemplare è ormai inutilizzabile, mentre l'altro risulta nominalmente in servizio (consegnato nel 1990). Quest'ultimo è in pessime condizioni. I missili SS-N-2 Styx non sono più imbarcati e sono probabilmente non più utilizzabili, a causa della totale mancanza di strutture adatte per il loro stoccaggio.